# 辻神
辻神（つじがみ）是出現在辻（十字路口）的魔物、妖怪的總稱。流傳在鹿兒島縣屋久島、兵庫縣淡路島。在淡路稱作辻之神（辻の神）。

## 概説
自古以來，有辻（十字路口）是現世和來世的境界之說，在這種場所棲息的魔物就是辻神。名稱雖為「神」，但是，並非信仰對象的神，而是會帶來災難的邪神。
從南九州至南島一帶，為了防範來自異界的辻神，有在十字路口，特別是在T字路的路邊，供奉稱為石敢當（或稱石勘當）的除魔之石的風習。據說在鹿兒島縣屋久島宮之浦，若在正對T字路的道路交接處蓋房子，辻神會進入此房屋，這戶人家會不斷有人生病、會持續不幸，所以要在正對道路的交接處配置長方形的石頭作為石敢當。

## 脚注
1. 1 2  水木しげる. . 講談社+α文庫. 講談社. 1994: 293. ISBN 978-4-06-256049-8.
2. 1 2 3  村上健司編著. . 毎日新聞社. 2000: 222. ISBN 978-4-620-31428-0.
3. ↑  萩原秀三郎 『目でみる民俗神 第3巻 境と辻の神』 東京美術、1988年、40頁。ISBN 978-4-8087-0398-1。

## 關連項目
- 岐神
- 道祖神
- 疫病神

## 外部連結
- 辻神 （页面存档备份，存于）